# Правовые отношения в сфере социального обеспечения
Правовые отношения в сфере социального обеспечения — общественные отношения, возникающие между гражданином и органом социального обеспечения, складывающиеся по поводу материального блага на основании норм права социального обеспечения.
В рамках правоотношений в сфере социального обеспечения образуются специфические юридические связи, в рамках которых гражданин реализует право на определенный вид социального обеспечения (пенсии, пособии и т. д.), а орган социального обеспечения способствует реализации данного права гражданина.
Обязательной предпосылкой возникновения правоотношений в сфере социального обеспечения являются юридические факты.
Структура данных правоотношений традиционно представлена тремя элементами: субъектами, объектом и содержанием.

## Признаки правовых отношений в сфере социального обеспечения
1. В основе правоотношений в сфере социального обеспечения лежат экономические отношения по распределению материальных благ и услуг в сфере социального обеспечения.
2. Возникают при реализации гражданами своего конституционного права на различные виды социального обеспечения.
3. Имеют претензионно-обеспечительный характер, когда один субъект — гражданин (семья) — правомочен требовать предоставления полагающегося ему вида социального обеспечения, а другой субъект — орган социального обеспечения — обязан его предоставить.
4. Стороной правоотношения с одной стороны всегда выступает гражданин (семья), с другой — управомоченный орган (организация).

## Классификация правовых отношений в сфере социального обеспечения[3]
Все правоотношения в сфере социального обеспечения можно классифицировать по различным основаниям.
1) По характеру правоотношения выделяют:
- материальные (возникают по поводу предоставления пенсий, пособий, компенсационных выплат, социального обслуживания);
- процессуальные (возникают по поводу разрешения споров о социальном обеспечении);
- процедурные (возникают по поводу установления фактов, имеющих юридическое значение, например, установление инвалидности).

2) По видам социального обеспечения:
- правоотношения, возникающие в связи с предоставлением гражданам выплат в денежной форме (пенсионные; по выплате пособий и компенсационных выплат);
- правоотношения, возникающие по поводу «натуральных» видов социального обеспечения (по предоставлению социальных услуг (социальному обслуживанию); по оказанию государственной социальной помощи; по предоставлению социальных льгот).

3) По субъектам:
- по предоставлению социального обеспечения работникам;
- по предоставлению социального обеспечения учащимся;
- по предоставлению социального обеспечения военнослужащим;
- и др.

4) По срокам действия:
- длительные (например, пенсионные);
- кратковременные (например, получение пособия по безработице);
- разовые (например, получение единовременного пособия при рождении ребенка).

5) По формам организации социального обеспечения:
- отношения по обеспечению в порядке обязательного социального страхования;
- отношения по обеспечению за счет ассигнований из государственного бюджета;
- локальные правоотношения.

## Основания возникновения (изменения, прекращения) правовых отношений в сфере социального обеспечения
Основание возникновения (изменения, прекращения) правоотношения (юридический факт) — конкретные жизненные обстоятельства, с которыми нормы права социального обеспечения связывают возникновение, изменение и прекращение правоотношений по социальному обеспечению.
Традиционно в теории права выделяют два вида юридических фактов: действия и события. Как правило, правоотношения в сфере социального обеспечения возникают из юридических фактов-событий (например, наступление пенсионного возраста). Причиной события может быть и действие, но для социально-обеспечительных правоотношений обычно имеет значение не причина, а само наступившее событие (например получение увечья в результате действия 3-го лица, приведшее к временной нетрудоспособности).
Юридические факты в форме действий характерны для возникновения процедурных правоотношений, где лицо, желающее реализовать свое право на какой-либо вид социального обеспечения, подтверждает свое волеизъявление путем действия (например, заявления о назначении пенсии).
Помимо деления юридических фактов на действия и события, существует и иная классификация. По характеру юридических последствий выделяют:
- правообразующие факты (наступление пенсионного возраста);
- правоизменяющие факты (изменение группы инвалидности);
- правопрекращающие факты (окончание временной нетрудоспособности).

Один и тот же юридический факт может быть в одном случае быть правообразующим, в другом — правоизменяющим, а в третьем — правопрекращающим (например, смерть кормильца — пенсионера по старости является правообразующим фактом в праве его семьи на пенсию по случаю потери кормильца, а в пенсионном правоотношении о пенсии по старости данного пенсионера его смерть является правопрекращающим юридическим фактом).

## Структура правовых отношений в сфере социального обеспечения

### Субъекты правовых отношений в сфере социального обеспечения[3]
Субъект правоотношения в сфере социального обеспечения — участник данного правоотношения, которого нормы права социального обеспечения наделяют конкретными субъективными правами и юридическими обязанностями.
Особенностью данной разновидности правоотношений является то, что субъектами правоотношений в сфере социального обеспечения могут являться только граждане с одной стороны, а с другой — орган государственной власти, орган местного самоуправления или организация (управомоченный орган или организация).
Гражданин, как правило, является управомоченной стороной в правоотношении. Чтобы стать субъектом правоотношений по социальному обеспечению, гражданин должен обладать правосубъектностью. Она является условием приобретения и реализации гражданином субъективного права на какой-либо вид социального обеспечения.
Управомоченный орган или организация, как правило является обязанной стороной в правоотношении и его правосубъектность определяется и ограничивается теми целями и задачами в социальном обеспечении, ради которых он создан.

### Объекты правовых отношений в сфере социального обеспечения
Объектом правоотношений в сфере социального обеспечения являются материальные блага, по поводу предоставления и использования которых складываются данные отношения:
- денежная выплата (пенсия, пособие);
- натуральная выдача (социальные услуги, медицинская помощь);
- предоставление льготы (снижение платы за коммунальные платежи на 50 %)[5].

«Объектом социально-обеспечительных отношений могут выступать и действия. Они, будучи урегулированы правовыми нормами, являются объектом процедурных правоотношений и выполняют вспомогательную роль, „обслуживая“ материальные правоотношения».
В процессуальных правоотношениях по социальному обеспечению объектом выступает конкретное оспариваемое право гражданина на социальное обеспечение.

### Содержание правовых отношений в сфере социального обеспечения[2]
Содержание правовых отношений в сфере социального обеспечения составляют субъективные права и корреспондирующие им юридические обязанности субъектов правоотношений. Субъективные права и юридические обязанности образуют юридическую связь между субъектами правоотношения, которая, как правило, представлена правами субъекта на социальное обеспечение и обязанностями управомоченного органа (организации) по их реализации. Причем у каждого из субъектов может быть несколько прав и обязанностей.
Содержанием материального правоотношения являются субъективное право гражданина требовать предоставления ему назначенных в определенном размере пенсии, пособия, компенсации услуги и обязанность соответствующего органа (организации) предоставить данный вид обеспечения в установленном размере .
Содержанием процедурного правоотношения являются субъективное право гражданина на процедуру проверки юридических фактов и установления его права на соответствующий вид социального обеспечения и вынесения решения о его назначении и обязанность соответствующего органа (организации) провести эту процедуру и назначить пенсию или другой вид обеспечения, являющийся объектом данного правоотношения.
Содержанием процессуального правоотношения являются процессуальные действия субъектов по рассмотрению спора о социальном обеспечении и вынесению решения о восстановлении нарушенного права гражданина на социальное обеспечение или отказе в этом, если нет правонарушения.